# Adlib moda
En el contexto de la moda, el término "adlib" (del latín Ad Libitum) hace referencia a un estilo bohemio, libre y espontáneo que tiene sus raíces en las islas Ibicencas (Ibiza), especialmente durante los años 70 y 80.
"Moda Adlib" es una expresión que describe una tendencia que mezcla detalles tradicionales y artesanales con una estética moderna y relajada, siendo especialmente popular en lugares como Ibiza, en España.

## Características de la moda adlib
- Estilo bohemio: Influenciada por la moda hippie y el estilo relajado de los años 60 y 70,[1] con prendas sueltas, cómodas y que permiten libertad de movimiento.
- Tejidos naturales: El uso de telas como el lino, algodón y seda es común, lo que contribuye a una sensación de frescura y naturalidad.
- Colores claros: Predominan los tonos blancos, crema, beige y pasteles, que evocan una sensación de luminosidad y frescura.
- Detalles artesanales: Bordados, encajes, flecos, y otros adornos hechos a mano son comunes en la moda adlib, reflejando un amor por los detalles y la autenticidad.
- Influencias étnicas: A menudo incorpora elementos de diversas culturas, como el estilo africano, indígena u oriental, fusionándolos de una manera única y creativa.
- Vestidos largos y sueltos: Son una pieza central del estilo adlib, combinando elegancia y comodidad.